# Hydrogeologisk modellering
Hydrogeologisk modellering är processen att skapa en modell över grundvattnet och dess flöde i ett område. Modelleringen innebar en viss förenkling av naturliga förhållanderna. De finns olika användningsområden för hydrogeologiska flödesmodeller. En av dem är att prognostisera framtida scenarion gällande klimatförändringar eller hypotetiska grundvattenföroreningar.
Darcys lag och lagen om massans bevarande är underförstådda hörnstenar i varje hydrogeologisk modell. För att avgränsa modellen används randvillkor som definierar det modellerade områdets relation till omgivningen. Parametrarna för randvillkoren är vanligtvis en konstant tryck och flöde, eller en konstant kombination av dessa. Exempel på randvillkor kan vara en område vars berg eller avlagringar så väldigt låg genomsläpplighet att detta kan negligeras. En annan exempel är ett område med grundvattennivåer som varierar så lite att de kan anses konstanta så som i en sjö.
MODFLOW, skapad av United States Geological Survey, är den mest använda programmet för hydrogeologisk modellering i världen. Sex olika kärnversioner (core version) av programmet har lanserats, den första i 1984 and den senaste 2017.